# Фасбиндер, Райнер Вернер
Ра́йнер Ве́рнер Фасби́ндер (нем. Rainer Werner Fassbinder, 31 мая 1945, Бад-Вёрисхофен, Бавария — 10 июня 1982, Мюнхен) — немецкий режиссёр, сценарист, драматург, актёр. Один из лидеров «нового немецкого кино».

## Биография
- «Калина красная»

### Детство и юность
Родился 31 мая 1945 года в Баварии в семье доктора медицины Хельмута Фасбиндера и его жены Лизелотты Эдер, переводчицы. В 1951 году после развода родителей остался с матерью, которая позднее под псевдонимом Лило Пемпайт или под собственным именем играла второстепенные роли во многих его фильмах.
В 1963 году после посещения школы Рудольфа Штайнера (1951—1955), а также гимназий в Мюнхене и Аугсбурге (1955—1961) закончил учёбу, так и не получив аттестат. Некоторое время он проживал у отца в Кёльне (1961—1963). Весной 1964 года поступил на курс актёрского мастерства в студии Фридля Леонгарда в Мюнхене. Познакомился с Ханной Шигуллой.
В 1965 году работал в архиве газеты «Зюддойче Цайтунг». В качестве статиста появился на театральной сцене. Написал пьесу «Лишь кусок хлеба», за которую в 1966 году на конкурсе молодых драматургов получил третий приз (текст пьесы не сохранился). Познакомился с Ирм Херман.
В 1966 году написал сценарии «Параллели», «Настольный теннис» (текст сценариев не сохранился) и пьесу «Капли на раскалённых камнях» (впервые опубликована в 1985 году, премьера спектакля на Мюнхенском театральном фестивале в том же году, режиссёр Клаус Вайсе). С 23 по 26 мая 1966 года сдавал экзамены в Академию кино и телевидения в Западном Берлине, но не прошёл по конкурсу. 31 мая 1966 года окончил курс актёрского мастерства. Летом снял на 8 мм киноплёнку короткометражный фильм «Вечером» (копия не сохранилась). Работал звукооператором на фильме «Группа надежды» Бруно Йори и ассистентом режиссёра на фильме «Место для Г.» Макса Виллуцкого. В ноябре того же года снял короткометражный фильм «Городской бродяга», за которым последовала третья короткометражка «Маленький хаос».
В 1967 году после второй безуспешной попытки поступить в Академию кино и телевидения примкнул к труппе мюнхенского «Театра действия» (Action Theater), который был закрыт в мае 1968 года. Фасбиндер, Пеер Рабен, Курт Рааб и Ирм Херман организовали «Антитеатр» (Antiteater). Вскоре Фасбиндер стал его лидером. В 1968 году труппа снялась в фильме Жана-Мари Штрауба «Жених, комедиантка и сутенер».

### Первые работы в качестве режиссёра
Первые полнометражные фильмы Фасбиндера — «Любовь холоднее смерти» (1969), «Катцельмахер» (1969), «Боги чумы» (1969) и другие — были поставлены вместе с труппой «Антитеатра». В них было заметно влияние Штрауба, Годара и Брехта.
В октябре 1969 года фильм «Катцельмахер» был показан на кинофестивале в Мангейме и получил «Приз кинокритики», «Приз Немецкой академии изобразительных искусств», а затем пять федеральных кинопризов.
В этот период Фасбиндер снимал по 3—4 фильма в год, а параллельно работал в театре и на телевидении. Это придало его фильмам внешнюю небрежность, неровность, но в то же время наполнило их необычной жизненностью и трагическим «драйвом».
Фассбиндер был очень важен для меня, будучи студентом, я учился по его фильмам. Меня восхищала смелость, с какой он изображал историю Германии. Что касается моего новейшего фильма «Петер фон Кант», он тоже навеян Фассбиндером.
В начале 1970-х годов в поисках возможности расширить свою аудиторию Фасбиндер обратился к жанру мелодрамы, причём образцом ему послужили фильмы «голливудского немца» Дугласа Сирка. Новый подход — соединение мелодрамы с политикой — принёс плоды. Вышедший на экраны в 1971 году «Торговец четырёх времён года» стал первым коммерчески успешным фильмом режиссёра. Спустя два года пришло и международное признание. Фильм «Страх съедает душу» (1974) был показан в конкурсе Каннского кинофестиваля и получил Приз ФИПРЕССИ и Приз экуменического жюри. В 1974 году Французская синематека организовала первую ретроспективу фильмов Фасбиндера.
В ответ на отклонение киносценария «Земля необитаема, как и Луна» по одноимённому роману Герхарда Цверенца, проекта телеэкранизации романа «Дебет и кредит» Густава Фрейтага, а также обвинений в антисемитизме, вызванных его пьесой «Мусор, город и смерть», в июле 1977 года в интервью журналу «Шпигель» Фасбиндер объявил о намерении эмигрировать в Америку. Однако жизнь заставила изменить эти планы. В октябре того же года Фасбиндер принял участие в работе над коллективным публицистическим фильмом «Германия осенью» о реакции общества и государства на действия террористов — похищение крупного представителя промышленных кругов Ханнса Мартина Шлейера и захват самолёта «Люфтганзы» с требованием освободить из тюрьмы членов RAF Энслин, Баадера и Распе. 30-минутный фильм Фасбиндера, снятый под непосредственным впечатлением от освобождения заложников, убийства Шлейера и самоубийства заключённых в Штаммхаймской тюрьме, более отчётливо, чем эпизоды других режиссёров, передавал ощущение беспомощности левой интеллигенции.

### Международный успех

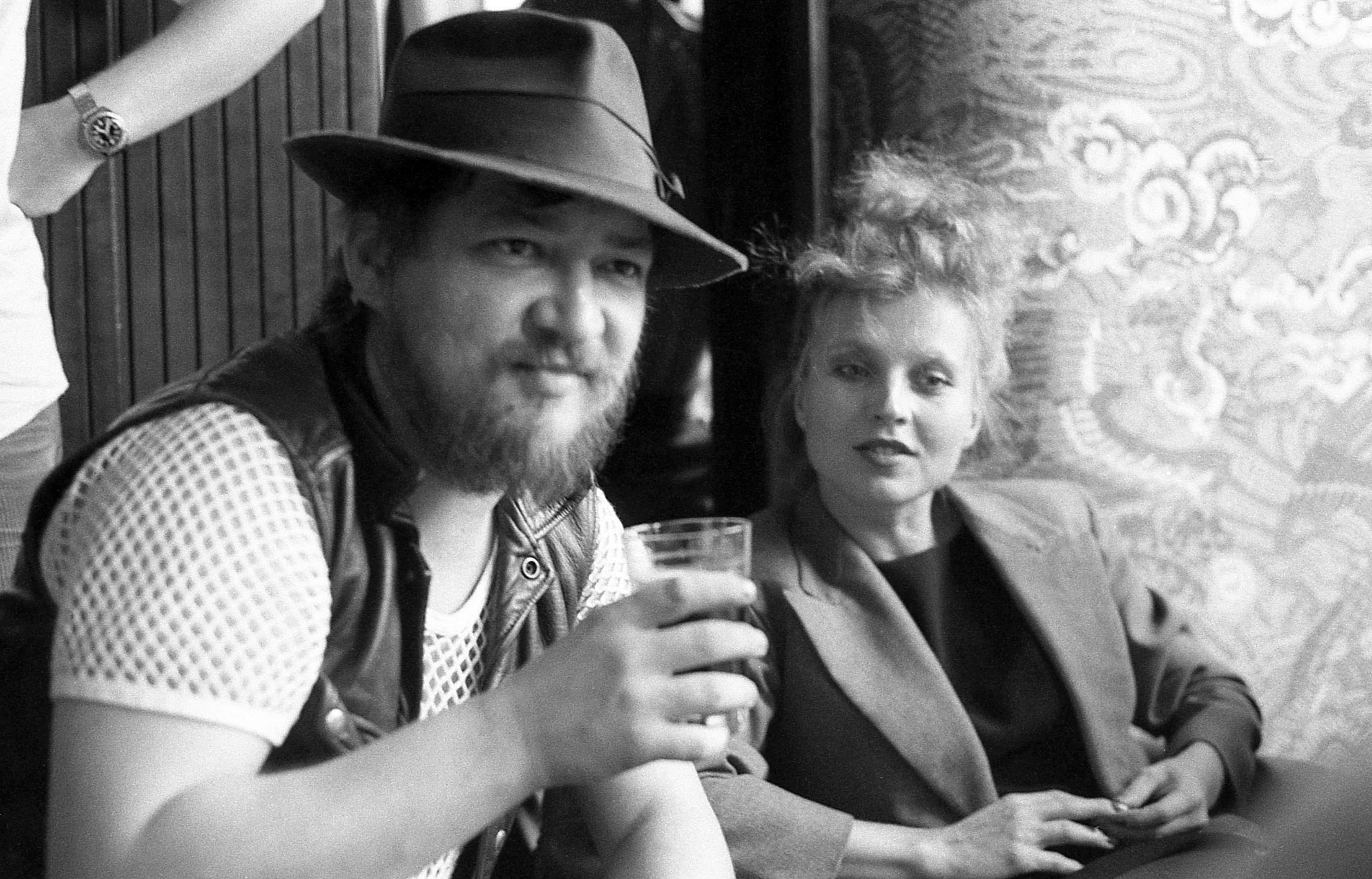
Фасбиндер и Ханна Шигулла в 1980 году

30-й фильм Фасбиндера «Отчаяние» (1977) стал его первым крупным международным проектом. Он был снят на английском языке по роману Владимира Набокова. Сценарий написал известный британский драматург Том Стоппард, а главную роль исполнил Дирк Богард. Критики писали, что этот фильм Фасбиндера достиг уровня Висконти и Бергмана.
Наибольшее признание при жизни режиссёра получил фильм «Замужество Марии Браун» (1978), в котором нашёл отражение послевоенный опыт Западной Германии. Заглавную роль исполнила после большого перерыва муза Фасбиндера Ханна Шигулла. Вместе с фильмами «Лола» (1981) и «Тоска Вероники Фосс» (1981) возникла трилогия об истории Федеративной республики в 1950-е годы.

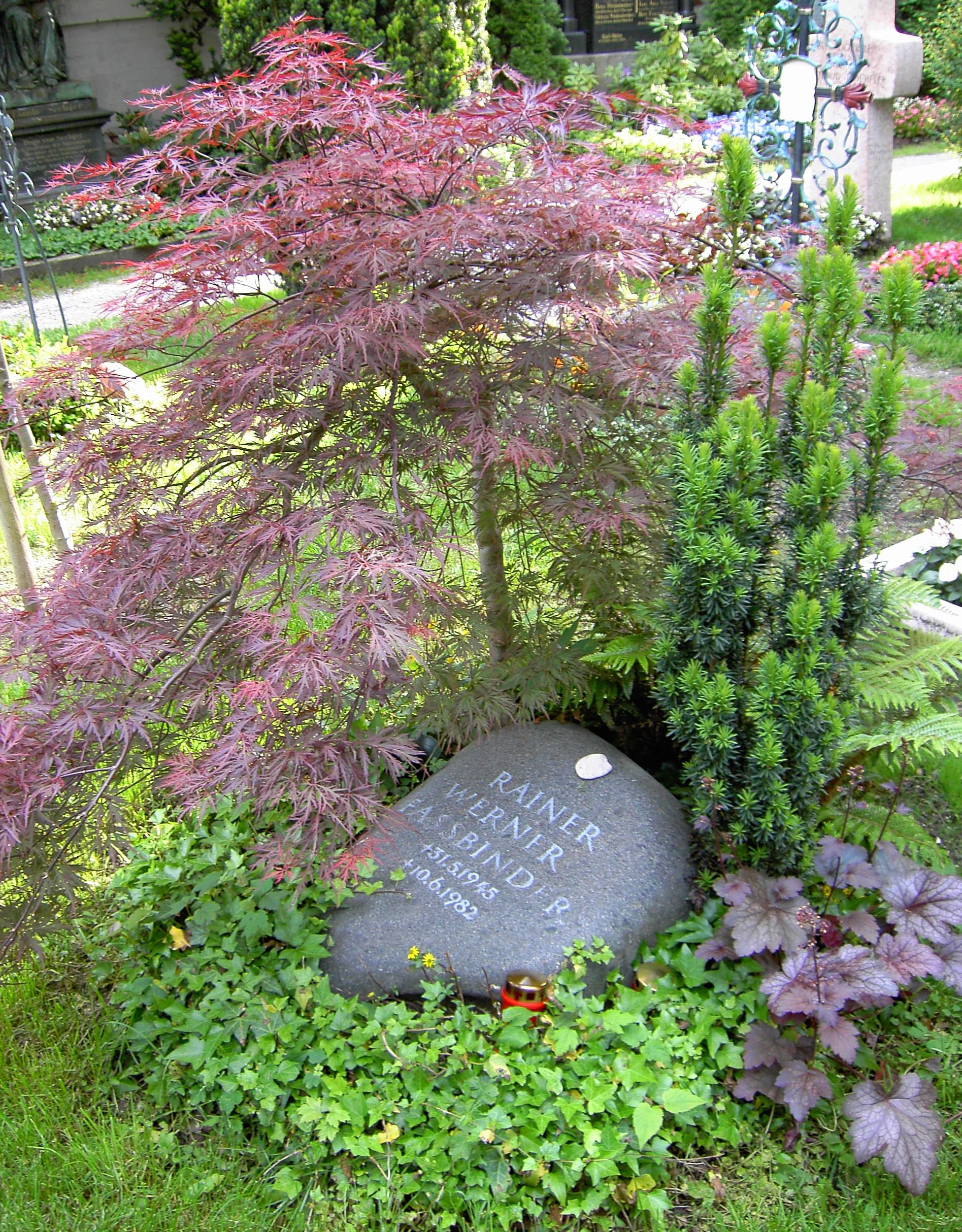
Надгробие на Богенхаузенском кладбище в Мюнхене

Самым крупным и амбициозным проектом Фасбиндера считается 14-серийный телевизионный фильм «Берлин, Александерплац» (Berlin Alexanderplatz) по одноимённому роману Альфреда Дёблина. Он стоил 13 миллионов немецких марок, был снят с июня 1979 по апрель 1980 года и показан осенью 1980 года.

### Последняя работа
Последним фильмом Фасбиндера стал «Керель» (1982) — экранизация скандального романа Жана Жене о гомосексуальных похождениях матроса во французском портовом городе Брест. Сам Фасбиндер никогда не скрывал своей гомосексуальности (хотя и был какое-то время достаточно формально женат на Ингрид Кавен, одной из своих актрис).
Фасбиндер был абсолютным нонконформистом. За сочувствие к членам RAF был объявлен «симпатизантом», а «симпатизанты», от рядовых граждан до деятелей культуры с мировым именем (Генрих Бёлль, Гюнтер Грасс и др.), подвергались травле, запугиванию, лишению работы. Фасбиндер вёл беспорядочный, сумасшедший образ жизни, подпитываемый наркотиками, и в то же время творил и жил на грани человеческих возможностей. Он умер от остановки сердца, вызванной одновременным употреблением кокаина, алкоголя и снотворных средств в возрасте 37 лет, повторив тем самым судьбу своего героя из фильма «Кулачное право свободы» (1975). За свою короткую жизнь он успел снять 43 фильма (включая две короткометражные картины и телесериал «Берлин, Александерплац» общей продолжительностью 15½ часов).

## Фильмография
| Год       |     | Русское название                    | Оригинальное название                  | Роль                                                                                  |
| --------- | --- | ----------------------------------- | -------------------------------------- | ------------------------------------------------------------------------------------- |
| 1966      | кор | Вечером (утерян)                    | This Night                             | режиссёр, сценарист                                                                   |
| 1966      | кор | Городской бродяга                   | Der Stadtstreicher                     | режиссёр, сценарист                                                                   |
| 1967      | кор | Маленький хаос                      | Das kleine Chaos                       | режиссёр, сценарист, Франц Вальш / нем. Franz Walsch                                  |
| 1969      | ф   | Любовь холоднее смерти              | Liebe ist kälter als der Tod           | режиссёр, сценарист, рассказчик (Франц Вальш) / нем. Franz Walsch                     |
| 1969      | ф   | Катцельмахер                        | Katzelmacher                           | режиссёр, сценарист, грек Йоргос / нем. Jorgos                                        |
| 1969      | ф   | Боги чумы                           | Götter der Pest                        | режиссёр, сценарист                                                                   |
| 1970      | ф   | Почему рехнулся господин Р.?        | Warum läuft Herr R. Amok?              | режиссёр, сценарист                                                                   |
| 1970      | тф  | Рио дас Мортес                      | Rio das Mortes                         | режиссёр, сценарист, партнёр по танцам Анны                                           |
| 1970      | тф  | Кофейня                             | Das Kaffeehaus                         | режиссёр, сценарист                                                                   |
| 1970      | ф   | Уайти                               | Whity                                  | режиссёр, сценарист, рассказчик                                                       |
| 1970      | ф   | Поездка в Никласхаузен              | Die Niklashauser Fart                  | режиссёр, сценарист, рассказчик, Чёрный монах                                         |
| 1970      | ф   | Американский солдат                 | Der amerikanische Soldat               | режиссёр, сценарист, Франц Вальш                                                      |
| 1971      | тф  | Сапёры в Ингольштадте               | Pioniere in Ingolstadt                 | режиссёр, сценарист                                                                   |
| 1971      | ф   | Осторожно, святая шлюха!            | Warnung vor einer heiligen Nutte       | режиссёр, сценарист, Саша                                                             |
| 1971      | ф   | Торговец четырёх времён года        | Händler der vier Jahreszeiten          | режиссёр, сценарист, рассказчик, Цукер (эпизод) / нем. Zucker                         |
| 1972      | ф   | Горькие слёзы Петры фон Кант        | Die bitteren Tränen der Petra von Kant | режиссёр, сценарист                                                                   |
| 1972      | тф  | Бременская свобода                  | Bremer Freiheit                        | режиссёр, сценарист, Румпф (друг Гееше) / нем. Rumpf                                  |
| 1972      | ф   | Звериная тропа                      | Wildwechsel                            | режиссёр, сценарист                                                                   |
| 1972—1973 | с   | Восемь часов ещё не день            | Acht Stunden sind kein Tag             | режиссёр, сценарист                                                                   |
| 1973      | ф   | Страх съедает душу                  | Angst essen Seele auf                  | режиссёр, сценарист, рассказчик, продюсер, Ойген (муж Кристы) / нем. Eugen            |
| 1973      | ф   | Марта                               | Martha (1974)                          | режиссёр, сценарист                                                                   |
| 1973      | тф  | Нора Хельмер                        | Nora Helmer                            | режиссёр, сценарист                                                                   |
| 1973      | тф  | Мир на проводе                      | Welt am Draht                          | режиссёр, сценарист                                                                   |
| 1974      | ф   | Эффи Брист Фонтане                  | Fontane Effi Briest                    | режиссёр, сценарист, рассказчик                                                       |
| 1974      | ф   | Кулачное право свободы              | Faustrecht der Freiheit                | режиссёр, сценарист, рассказчик, Франц "Фокс" Биберкопф / нем. Franz „Fox“ Bieberkopf |
| 1974      | тф  | Как птица на проволоке              | Wie ein Vogel auf dem Draht            | режиссёр, сценарист                                                                   |
| 1975      | ф   | Вознесение матушки Кюстерс          | Mutter Küsters Fahrt zum Himmel        | режиссёр, сценарист                                                                   |
| 1975      | тф  | Страх перед страхом                 | Angst vor der Angst                    | режиссёр, сценарист                                                                   |
| 1975      | тф  | Я только хочу, чтобы вы меня любили | Ich will doch nur, daß ihr mich liebt  | режиссёр, сценарист                                                                   |
| 1976      | ф   | Сатанинское зелье                   | Satansbraten                           | режиссёр, сценарист                                                                   |
| 1976      | ф   | Китайская рулетка                   | Chinesisches Roulette                  | режиссёр, сценарист                                                                   |
| 1977      | тф  | Больвизер                           | Bolwieser                              | режиссёр, сценарист                                                                   |
| 1977      | тф  | Женщины в Нью-Йорке                 | Frauen in New York                     | режиссёр, сценарист                                                                   |
| 1977      | ф   | Отчаяние / Путешествие в свет       | Despair – Eine Reise ins Licht         | режиссёр                                                                              |
| 1978      | кор | Германия осенью                     | Deutschland im Herbst                  | режиссёр, сценарист, камео                                                            |
| 1978      | ф   | Замужество Марии Браун              | Die Ehe der Maria Braun                | режиссёр, рассказчик, розничный торговец (эпизод)                                     |
| 1978      | ф   | В год тринадцати лун                | In einem Jahr mit 13 Monden            | режиссёр, сценарист, продюсер, оператор                                               |
| 1979      | ф   | Третье поколение                    | Die dritte Generation                  | режиссёр, сценарист, оператор                                                         |
| 1980      | с   | Берлин, Александерплац              | Berlin Alexanderplatz                  | режиссёр, сценарист                                                                   |
| 1980      | ф   | Лили Марлен                         | Lili Marleen                           | режиссёр, сценарист, Гюнтер Вайзенборн (эпизод) / нем. Günther Weisenborn             |
| 1981      | ф   | Лола                                | Lola                                   | режиссёр                                                                              |
| 1981      | док | Театр в трансе                      | Theater in Trance                      | режиссёр, сценарист                                                                   |
| 1982      | ф   | Тоска Вероники Фосс                 | Die Sehnsucht der Veronika Voss        | режиссёр, сценарист, посетитель кинотеатра (эпизод)                                   |
| 1982      | ф   | Керель                              | Querelle                               | режиссёр, сценарист                                                                   |

## Театральные постановки
- 1967 «Леонс и Лена» Георга Бюхнера, реж. П. Рабен, Р. В. Фасбиндер. Театр действия, Мюнхен
- 1967 «Преступники» Фердинанда Брукнера, реж. Р. В. Фасбиндер. Театр действия, Мюнхен
- 1968 «К примеру, Ингольштадт» (по пьесе Марилуизы Фляйсер «Сапёры в Ингольштадте», автор инсценировки Р. В. Фасбиндер), реж. П. Рабен, Р. В. Фасбиндер. Театр действия в театре им. Бюхнера, Мюнхен
- 1968 «Катцельмахер» Райнера Вернера Фасбиндера, реж. П. Рабен, Р. В. Фасбиндер. Театр действия, Мюнхен
- 1968 «Аксель Кесарь Хаарман», коллективная работа группы Театра действия, Мюнхен
- 1968 «Макинпот» Петера Вайса, реж. Д. Шмид, Р. В. Фасбиндер. Антитеатр, Мюнхен
- 1968 «Оргия Убю» Альфреда Жарри (автор инсценировки пьесы «Король Убю» Р. В. Фасбиндер), реж. Р. В. Фасбиндер. Антитеатр, Мюнхен
- 1968 «Ифигения в Тавриде» Гёте, реж. Р. В. Фасбиндер. Антитеатр, Мюнхен
- 1968 «Аякс» Софокла, реж. Р. В. Фасбиндер. Антитеатр, Мюнхен
- 1968 «Американский солдат» Райнера Вернера Фасбиндера, реж. П. Рабен, Р. В. Фасбиндер. Антитеатр, Мюнхен
- 1969 «Опера нищих» Джона Гея, реж. Р. В. Фасбиндер. Антитеатр, Мюнхен
- 1969 «Преддверие рая, простите, сейчас» Райнера Вернера Фасбиндера, реж. П. Рабен. Антитеатр, Мюнхен
- 1969 «Анархия в Баварии» Райнера Вернера Фасбиндера, реж. П. Рабен, Р. В. Фасбиндер. Антитеатр в Веркраумтеатр дер Каммершпиле, Мюнхен
- 1969 «Кофейня» Карло Гольдони, реж. П. Рабен, Р. В. Фасбиндер. Городской театр, Бремен
- 1969 «Посвящается Розе фон Праунхайм» Райнера Вернера Фасбиндера, реж. Р. В. Фасбиндер. Антитеатр, Мюнхен
- 1969 «Вервольф» Гарри Бэра и Райнера Вернера Фасбиндера, реж. Р. В. Фасбиндер. Антитеатр, Мюнхен
- 1970 «Фуэнте Овехуна» Лопе де Вега (автор инсценировки Р. В. Фасбиндер), реж. П. Рабен. Городской театр, Бремен
- 1971 «Саперы в Ингольштадте» Марилуизы Фляйсер, реж. Р. В. Фасбиндер. Городской театр, Бремен
- 1971 «Кровь на шее кошки» Райнера Вернера Фасбиндера, реж. П. Рабен, Р. В. Фасбиндер. Антитеатр в Каммершпиле, Нюрнберг
- 1971 «Петра фон Кант» Райнера Вернера Фасбиндера, реж. П. Рабен. Эксперимента, Франкфурт-на-Майне
- 1971 «Бременская свобода» Райнера Вернера Фасбиндера, реж. Р. В. Фасбиндер. Городской театр, Бремен
- 1972 «Лилиом» Ференца Мольнара, реж. Р. В. Фасбиндер. Шаушильхаус, Бохум
- 1973 «Биби» Генриха Манна, реж. Р. В. Фасбиндер. Шаушпильхаус, Бохум
- 1973 «Гедда Габлер» Генрика Ибсена, реж. Р. В. Фасбиндер. Фольксбюне, Западный Берлин
- 1974 «Неблагоразумные вымирают» Петера Хандке, реж. Р. В. Фасбиндер. Шаушпильхаус, Франкфурт-на-Майне
- 1974 «Жерминаль» Эмиля Золя (инсценировка Яака Карзунке), реж. Р. В. Фасбиндер. ТАТ, Франкфурт-на-Майне
- 1974 «Фрекен Юлия» Августа Стриндберга, реж. Р. В. Фасбиндер. ТАТ, Франкфурт-на-Майне
- 1974 «Дядя Ваня» Антона Чехова, реж. Р. В. Фасбиндер. ТАТ, Франкфурт-на-Майне
- 1975 «Мусор, город и смерть» Райнера Вернера Фасбиндера, репетиции в ТАТ
- 1976 «Женщины в Нью-Йорке» Клэр Бут Люс, реж. Р. В. Фасбиндер. Шаушпильхаус, Гамбург

## Радиопостановки
- 1970 Преддверие рая, простите, сейчас / Preparadise sorry now, SDR (Южнонемецкое радио), 10.04.1970
- 1970 Во всём белом / Ganz in Weiß, Баварское радио, 16.10.1970
- 1971 Ифигения в Тавриде Иоганна Вольфганга Гёте / Iphigenie auf Tauris von Johann Wolfgang Goethe, WDR (Западногерманское радио), 15.05.1971
- 1972 Никто не зол и никто не добр / Keiner ist böse und keiner ist gut, BR (Баварское радио), 05.05.1972

## Награды
- 1982 — Приз «Золотой медведь» на Берлинском кинофестивале за фильм «Тоска Вероники Фосс»

## Тексты
- Liebe ist kälter als der Tod. Filmtext. Film (Velber). August 1969, Nr. 8
- Das Kaffeehaus. Stück nach Goldoni. Theater heute. Oktober 1969, Nr. 10
- Antiteater 1. Katzelmacher. Preparadise sorry now. Die Bettleroper, Frankfurt am Main, Suhrkamp 1970
- Antiteater 2. Das Kaffeehaus. Bremer Freiheit. Blut am Hals der Katze. Frankfurt am Main, Suhrkamp, 1970
- Stücke 3. Die bitteren Tränen der Petra von Kant. Das brennende Dorf. Der Müll, die Stadt und der Tod. Frankfurt am Main, Suhrkamp, 1976
- Schatten der Engel. Frankfurt am Main, Zweitausendeins, 1976
- Angst essen Seele auf. Kopenhagen, Gad, 1978
- Der Film «Berlin Alexanderplatz», Arbeitsjournal, zusammen mit Harry Baer, Frankfurt am Main, 1980
- Der Müll, die Stadt und der Tod. Frankfurt am Main, Verlag der Autoren, 1981
- Die bitteren Tränen der Petra von Kant. Frankfurt am Main, Verlag der Autoren, 1982
- Katzelmacher. Preparadise sorry now. Frankfurt am Main, Verlag der Autoren, 1982
- Querelle. Ein Filmbuch. München, Schirmer/Mosel, 1982
- Lili Marleen. Kopenhagen, Gad, 1983
- Die bitteren Tränen der Petra von Kant. Der Müll, die Stadt und der Tod. Frankfurt am Main, Verlag der Autoren, 1984
- Bremer Freiheit. Blut am Hals der Katze. Frankfurt am Main, Verlag der Autoren, 1984
- Filme befreien den Kopf. Frankfurt am Main, Fischer Verlag, 1984
- Tropfen auf heiße Steine. Anarchie in Bayern. Der amerikanische Soldat. Der Werwolf (von RWF und Harry Baer). Frankfurt am Main, Verlag der Autoren, 1985
- Die Anarchie der Phantasie. Gespräche und Interviews. Frankfurt am Main, Fischer Verlag, 1986
- Die Ehe der Maria Braun. Kopenhagen, Gjellerup & Gad, 1987
- Die Kinofilme 1 (Der Stadtstreicher, Das kleine Chaos, Liebe ist kälter als der Tod, Katzelmacher, Götter der Pest). München, Schirmer/Mosel, 1987
- Fassbinders Filme 2 (Warum läuft Herr R. Amok, Rio das Mortes, Whity, Die Niklashauser Fahrt, Der Amerikanischer Soldat, Warnung vor einer heiligen Nutte). Frankfurt am Main, Verlag der Autoren, 1990
- Fassbinders Filme 3 (Händler der vier Jahreszeiten, Angst essen Seele auf, Fontane Effi Briest). Frankfurt am Main, Verlag der Autoren, 1990
- Fassbinders Filme 4/5 (Acht Stunden sind kein Tag). Frankfurt am Main, Verlag der Autoren, 1991
- Sämtliche Stücke. Frankfurt am Main, Verlag der Autoren, 1991
- Peter Märthesheimer, Pea Fröhlich. Die Ehe der Maria Braun. Ein Drehbuch für Rainer Werner Fassninder, München, belleville, 1997
- Peter Märthesheimer, Pea Fröhlich. Lola. Ein Drehbuch für Rainer Werner Fassninder, München, belleville, 1997
- Peter Märthesheimer, Pea Fröhlich. Die Sehnsucht der Veronika Voss. Ein Drehbuch für Rainer Werner Fassninder, München, belleville, 1998
- Fassbinder über Fassbinder. Frankfurt am Main, Verlag der Autoren, 2004
- Rainer Werner Fassbinder. Im Land des Apfelbaums. Gedichte und Prosa aus den Kölner Jahren 1962/63. München, SchirmerGraf Verlag, 2005